# Donald Hopson
Sir Donald Charles Hopson, KCMG, DSO, MC, TD (* 31. August 1915; † 26. August 1974) war ein britischer Diplomat.

## Leben

### Offizier und Beginn der diplomatischen Laufbahn
Donald Charles Hopson, Sohn von Charles Edward Hopson und Ida Snowdown, absolvierte nach dem Besuch des Christ’s Hospital ein Studium am University College der University of Oxford. Während des Studiums absolvierte er eine Ausbildung zum Reserveoffizier beim Officer’s Training Corps und wurde am 10. Mai 1939 als Leutnant (Second Lieutenant) in das Linieninfanterieregiment Lancashire Fusiliers übernommen. Er nahm am Zweiten Weltkrieg teil und für seine Verdienste am 1. März 1945 als Hauptmann (Captain) und kommissarischer Major (Temporary Major) des Royal Armoured Corps (Worthing) mit dem Military Cross (MC) ausgezeichnet. Zudem wurde ihm 1945 der Distinguished Service Order (DSO) verliehen.
Nach Kriegsende trat Hopson am 27. November 1945 ins Außenministerium (Foreign Office) ein und wurde am 30. Juni 1947 in den diplomatischen Dienst (HM Diplomatic Service) übernommen, woraufhin er am 28. Juli 1948 Konsul in Saigon wurde. Die Ernennung erfolgte am 27. Juli 1948 rückwirkend zum 27. November 1945. 1948 wurde ihm als Reserveoffizier der Territorialarmee die Territorial Decoration (TD) verliehen. Er fand danach zahlreiche Verwendungen an Auslandsvertretungen sowie im Außenministerium und war zwischen dem 1955 und 1957 Botschaftsrat an der Botschaft in Argentinien. Zum Abschluss dieser Verwendung wurde er am 10. Mai 1957 als Diplomat in den höheren Dienst (Sixth Grade, Branch A) übernommen. Nach seiner Rückkehr war er im Außenministerium zwischen 1958 und 1962 Leiter des Referats Informationsforschung (Head of Information Research Department, Foreign Office). Für seine Verdienste wurde er am 10. Juni 1961 Companion des Order of St Michael and St George (CMG).

### Botschafter
Als Nachfolger von Sir John Mansfield Addis wurde Donald Hopson am 1. Juli 1962 zum Botschafter in Laos ernannt und verblieb auf diesem Posten bis Mai 1965, woraufhin Frederick Archibald Warner seine Nachfolge antrat. Zugleich wurde er in Personalunion am 8. Juli 1962 auch Generalkonsul in Vientiane. Im Anschluss war er zwischen 1965 und 1968 Geschäftsträger (Chargé d’affaires) an der Botschaft in der Volksrepublik China. In dieser Funktion übernahm er am 8. Mai 1965 auch den Posten als Botschafter in der Mongolischen Volksrepublik und wurde 1966 von Heath Mason abgelöst, wobei Reginald Hibbert zwischen 1964 und 1966 als Geschäftsträger der Botschaft fungierte. Er wurde am 1. Januar 1968 zum Knight Commander des Order of St Michael and St George (KCMG) geschlagen, so dass er fortan den Namenszusatz „Sir“ trug.
Am 23. Juli 1969 wurde Sir Donald Hopson als Nachfolger von Anthony Lincoln zum Botschafter in Venezuela ernannt und hatte diese Funktion bis Februar 1973 inne, woraufhin Sir Alexander Lees Mayall seine Nachfolge antrat. Zuletzt wurde er am 7. Februar 1973 als Nachfolger von Sir Michael Hadow zum Botschafter in Argentinien ernannt und übte diese Funktion bis zu seinem 26. August 1974 aus. Im Anschluss wurde Sir Derick Ashe sein dortiger Nachfolger.